# Schir Hakawod
Schir Hakawod (Lied des Ruhmes bzw. Lied der Ehre; hebräisch שִׁיר הַכָּבוֹד) ist ein Lied für den jüdischen Gottesdienst am Sabbat und an Feiertagen. Nach seinen ersten beiden Worten wird es auch An'im Sᵉmirot (hebräisch אַנְעִים זְמִירוֹת; dt. „Ich will/werde singen“) genannt.

## Herkunft
Das Gedicht entstand im Mittelalter unter den Chasside Aschkenas, der Verfasser ist vermutlich Juda ben Samuel.

## Struktur
Der Hauptteil des Schir Hakawod besteht aus 31 Originalversen, gefolgt von zwei Versen aus dem Tanach (1. Buch der Chronik 29:11 und Psalm 106:2). Die Anfangsbuchstaben des fünften bis 28. Verses folgen der Reihenfolge des hebräischen Alphabets, wobei die Buchstaben resch (ר) und taw (ת) zweimal auftauchen.

## Verwendung im Gottesdienst
Das Schir Hakawod wird in den meisten Gemeinden am Sabbat und den jüdischen Festtagen gesungen. Nach Meinung des Gaon von Wilna soll es nur an den Festtagen gesungen werden. In wenigen Gemeinden wird es nur an Rosch ha-Schana und Jom Kippur gesungen.
Mordechai Jaffe zufolge wurde die Verwendung des Liedes beschränkt, damit es nicht zu gewohnt und alltäglich würde.
Die Verse des Schir Hakawod werden abwechselnd vom Schaliach Zibbur und der Gemeinde gesungen. Der Toraschrein ist während des Vortrags geöffnet.